# François Makita
François Makita (ur. 6 maja 1963 w Brazzaville) – kongijski piłkarz grający na pozycji napastnika. W swojej karierze grał w reprezentacji Konga.

## Kariera klubowa
Swoją piłkarską karierę Makita rozpoczął w klubie CARA Brazzaville. W sezonie 1982/1983 zadebiutował w jego barwach w pierwszej lidze kongijskiej. W sezonie 1984 wywalczył z nim mistrzostwo Konga.
W 1984 roku Makita wyjechał do Francji i w sezonie 1984/1985 grał w piątoligowym UMS Montélimar. W sezonie 1985/1986 był zawodnikiem drugoligowego AS Saint-Étienne, z którym awansował do Ligue 1. Latem 1986 odszedł z niego do innego drugoligowca, Nîmes Olympique, a rok później został piłkarzem CS Louhans-Cuiseaux. W latach 1989–1991 grał w trzecioligowym RC Ancenis, a w sezonie 1991/1992 w czwartoligowym RC Épernay.

## Kariera reprezentacyjna
W reprezentacji Konga Makita zadebiutował w 1983 roku. W 1992 roku został powołany do kadry na Puchar Narodów Afryki 1992. Na tym turnieju rozegrał dwa mecze: grupowe z Wybrzeżem Kości Słoniowej (0:0) i z Algierią (1:1). W kadrze narodowej grał do 1992 roku.